# Franciszek Kokot
Franciszek Józef Kokot (ur. 24 listopada 1929 w Oleśnie, zm. 24 stycznia 2021 w Chorzowie) – polski lekarz, nefrolog i endokrynolog, profesor nauk medycznych, rektor Śląskiej Akademii Medycznej (1982–1984), członek rzeczywisty Polskiej Akademii Nauk i Polskiej Akademii Umiejętności. Kawaler Orderu Orła Białego.

## Życiorys
Syn Franciszka i Franciszki. W 1948 zdał egzamin dojrzałości i rozpoczął studia na Wydziale Lekarskim Akademii Lekarskiej w Rokitnicy Bytomskiej. Uzyskał dyplom lekarza w 1953 roku. Ukończył specjalizację I stopnia w zakresie chorób wewnętrznych w 1955, a II stopnia w 1958. W 1957 otrzymał tytuł stopień kandydata nauk medycznych i w 1962 uzyskał stopień naukowy doktora habilitowanego. Na wniosek Rady Wydziału Lekarskiego Śląskiej Akademii Medycznej w 1969 został powołany na stanowisko profesora nadzwyczajnego ŚAM, a w 1982 otrzymał tytuł naukowy profesora zwyczajnego.
W 1975 objął funkcję Kierownika Kliniki Nefrologii Instytutu Chorób Wewnętrznych (przemianowaną w 1981 na Katedrę i Klinikę Nefrologii, a w 1997 – na Katedrę i Klinikę Nefrologii, Endokrynologii i Chorób Przemiany Materii). W 1979 ukazało się pierwsze wydanie książki autorstwa Franciszka Kokota Choroby wewnętrzne. Pełnił funkcję prorektora ds. szkolenia podyplomowego w latach 1980–1982. Następnie w 1982 objął funkcję rektora ŚAM, którą pełnił do 1984 roku.
W 1990 roku Papież Jan Paweł II nadał mu godność Member of the Ordo Sanctus Silvestri Papae. Doktor honoris causa 10 wyższych uczelni oraz laureat nagrody Lux ex Silesia w 2001 roku. Był członkiem honorowym 14 zagranicznych towarzystw nefrologicznych.
Zmarł 24 stycznia 2021 roku w Zespole Szpitali Miejskich w Chorzowie, w którym przebywał z powodu powikłań po chorobie COVID-19.
Był żonaty z Małgorzatą Kokot (z d. Skrzypczyk), miał czterech synów.

## Staże naukowe
- 1959–1960 Klinika Chorób Wewnętrznych Uniwersytetu w Genewie
- 1970 St. Mary’s Hospital i Middlesex Hospital, Londyn
- 1978 Visiting professor w USA (6 tygodni)
- 1986 Visiting professor w USA (3 tygodnie)

## Członkostwo w towarzystwach i komitetach redakcyjnych

### Członkostwo w towarzystwach naukowych
- Międzynarodowe Towarzystwo Internistów (1969–2021)
- Międzynarodowe Towarzystwo Nefrologiczne
- European Dialysis and Transplant Association – European Renal Association (EDTA-ERA)
- New York Academy of Sciences (1970–2021)
- Niemieckie Towarzystwo Nefrologiczne
- Towarzystwo Internistów NRD (członek korespondencyjny 1976–2021)
- Członek Rady European Renal Association (EDTA-ERA) (1978–1981, 1987–1990, 1993–1996)
- Członek Komitetu Nominacyjnego ISN (1987–1990)
- Polskiego Towarzystwa Nefrologicznego: Wiceprezes (1986–1989), Prezes (1989–1998), członek honorowy (1998)
- członek korespondencyjny PAN (1983–1994), członek rzeczywisty PAN od 1994 roku[6]

### Członek komitetów redakcyjnych
- Kidney International (1980–1991)
- Clinical Nephrology (1981–2007)
- Nephron (1988–2002)
- Nephrology, Dialysis, Transplantation (1988–1998)
- Nieren und Hochdruckkrankheiten (1992–2008)
- Nephrology – News and Issues (1993–2021)
- Aktuality v Nefrologii (1995–2021)

## Dorobek naukowy

### Publikacje
Autor lub współautor ponad 650 prac oryginalnych (z czego ponad 150 było publikowanych na łamach periodyków medycznych w Europie Zachodniej i Stanach Zjednoczonych), ponad 230 prac poglądowych, współautor 40 podręczników (5 z nich wydano w krajach Europy Zachodniej, 2 zaś w USA); autor podręczników: Metody badań laboratoryjnych stosowanych w klinice (1969); Gospodarka wodno-elektrolitowa i kwasowo-zasadowa w stanach fizjologii i patologii (1978); Choroby wewnętrzne. Podręcznik dla studentów (redaktor i współautor) (1979); Diagnostyka różnicowa objawów chorobowych (redaktor i współautor) (1993, 1998).

### Osiągnięcia naukowe
- enzymologia kliniczna – patofizjologia i diagnostyka wartości gamma-glutamyltranspeptydazy (γ-GT), odkrycie alfa-GT w rąbku szczoteczkowym enterocytów.
- określenie czynności układu wewnątrzwydzielniczego u chorych z ostrą i przewlekłą mocznicą, po transplantacji, z ostrą kamicą nerkową oraz nadciśnieniem tętniczym, wprowadzenie do praktyki nowoczesnej diagnostyki endokrynologicznej i nefrologicznej.
- funkcja endokrynna nerki niedokrwionej
- patofizjologia wydzielania erytropoetyny w ostrej i przewlekłej niewydolności nerek, u pacjentów po transplantacji nerki i chorych z podwyższonym ciśnieniem tętniczym.
- zajmował się badaniami naukowymi z zakresu biochemii i patofizjologii klinicznej, chorób wewnętrznych, nefrologii, endokrynologii oraz chorób przemiany materii.

## Ordery, nagrody i zaszczyty

### Odznaczenia państwowe
- Order Orła Białego (pośmiertnie, 2021)[8][9]
- Krzyż Kawalerski Orderu Odrodzenia Polski (1974)
- Krzyż Komandorski Orderu Odrodzenia Polski (1984)
- Krzyż Wielki Orderu Odrodzenia Polski (1998) – 2 października 1998 postanowieniem prezydenta Aleksandra Kwaśniewskiego „w uznaniu wybitnych osiągnięć w pracy naukowo-badawczej i dydaktycznej w dziedzinie medycyny, za zasługi dla rozwoju naukowej współpracy międzynarodowe” został odznaczony Krzyżem Wielkim Orderu Odrodzenia Polski[10].
- Medal 40-lecia Polski Ludowej (1984)[11]

### Członkostwo honorowe
Towarzystwo Nefrologiczne NRD (1979); Towarzystwo Nefrologiczne RFN (1982); Jugosłowiańskie Towarzystwo Nefrologiczne (1983); Bułgarskie Towarzystwo Nefrologiczne (1986); Czechosłowackie Towarzystwo Nefrologiczne (1986); Węgierskie Towarzystwo Nefrologiczne (1990); Macedońskie Towarzystwo Nefrologiczne (1992); Włoskie Towarzystwo Nefrologiczne (1992); Polskie Towarzystwo Ginekologiczno-Położnicze (1994); Polskie Towarzystwo Nadciśnienia Tętniczego (1994); Polskie Towarzystwo Chorób Wewnętrznych (1995); Rumuńskie Towarzystwo Nefrologiczne (1997).

### Nagrody i wyróżnienia
- Nagroda Sekretarza Wydziału Nauk Medycznych PAN II stopnia (1967)
- Nagroda resortu zdrowia I stopnia (1971)
- Nagroda Sekretarza Wydziału Nauk Medycznych PAN I stopnia (1972)
- Nagroda im. Jędrzeja Śniadeckiego PAN (najwyższe wyróżnienie przyznawane przez PAN) (1976)
- Medal L. Pasteur’a, Uniwersytet Strasburski (1985)
- Medal Jana Evangelisty Purkyné (Nagroda Czechosłowackiej Akademii Nauk)
- Członek „Ordo St. Silvestri Papae” nominowany przez papieża Jana Pawła II (1990)
- Doctor honoris causa Akademii Medycznej we Wrocławiu (1990)
- Złoty Medal F. Volhard (1991, Gesellschaft für Nephrologie)
- International Distinguished Medal (1991, National Kidney Foundation, USA)
- Medal „Gloria Medicinae” (1991, Polskie Towarzystwo Lekarskie)
- Doctor honoris causa Śląskiej Akademii Medycznej w Katowicach (1993)
- Członek Royal College of Physicians (FRCP), Edinburg (1994)
- Doctor honoris causa Pomorskiej Akademii Medycznej w Szczecinie (1995)
- Nagroda im. Wojciecha Korfantego nadana przez Związek Górnośląski (1996)[12]
- Golden Medal „Medicus Magnus”, Polish Academy of Medicine (1996)
- International Golden Star „Merit for Medicine, International Institute of Universalistic Medicine” (1996)
- Doctor honoris causa of the J.Safarik University of Kosice (1997)
- Doctor honoris causa Akademii Medycznej w Lublinie (1998)
- Doctor honoris causa Akademii Medycznej w Warszawie (1999)
- Doctor honoris causa Collegium Medicum Uniwersytetu Jagiellońskiego (2000)
- Doctor honoris causa Akademii Medycznej w Białymstoku (2001)
- Doctor honoris causa Uniwersytetu Medycznego w Łodzi (2004)
- Doctor honoris causa Uniwersytetu Opolskiego (2017)[13]

## Upamiętnienie
W Wysowej-Zdroju źródło wody mineralnej Franciszek nazwano na cześć Franciszka Kokota.